# امباتومیفانونگا
امباتومیفانونگا (به لاتین: Ambatomifanongoa) یک سکونتگاه مسکونی در ماداگاسکار است که در آمورونئی مانیا واقع شده‌است.

## خصوصیات
امباتومیفانونگا ۱۰٬۰۰۰ نفر جمعیت دارد و ۱٬۱۵۵ متر بالاتر از سطح دریا واقع شده‌است.